# Dieci
Dieci (en hongrois : Décse) est une commune du județ d'Arad, Roumanie qui compte 1 490 habitants.
La commune est composée de 5 villages : Cociuba, Crocna, Dieci, Revetiș et Roșia.

## Culture
D'après le recensement de 2011, la commune compte 1 490 habitants, en forte baisse par rapport au recensement de 2002 où elle en comptait 1 754.